# Burkina Faso
Burkina Faso (mòoré och dioula, ’De hedervärda männens land’), mellan 1960 och 1984 Övre Volta, är en suverän stat och republik i västra Afrika, gränsande till Benin, Elfenbenskusten, Ghana, Mali, Niger och Togo.
Burkina Faso består mest av savann och genom landet flyter tre stora floder: Mouhoun, Nazinon och Nakambe (kallades förr Svarta Volta, Röda Volta och Vita Volta).
Före kolonisationen bestod nuvarande Burkina Faso av kungadömena Tengkodogo, Yatenga och Wogodogo.

## Namn
Namnet Burkina Faso antogs 1984 och betyder "De oförgängliga människornas land".

## Historia
Från 1200-talet bildades tre betydande kungadömen av bland annat mossifolket kring floderna: Tengkodogo (1120–), Yatenga (1333–) [källa behövs]och Wogodogo (1441–).
Under 1890-talet erövrades området av fransmännen och 1897 införlivades det med Franska Västafrika. Den 1 mars 1919 blev Övre Volta en egen fransk koloni.
Den 11 december 1958 blev Övre Volta en till Frankrike associerad stat, och den 5 augusti 1960 en självständig republik. 1966 avsattes den första presidenten Maurice Yaméogo av generalen Sangoulé Lamizana. Två gånger försökte Lamizana införa flerpartisystem med fria val men misslyckades. 1980 störtades Lamizana och Seye Zerbo övertog makten. Zerbo störtades i sin tur av Jean-Baptiste Ouédraogo år 1982. I januari 1983 utsågs Thomas Sankara till premiärminister, men greps kort därefter. Sankara frigjordes i en militärkupp 4 augusti 1983 och påbörjade därefter en rad reformer för hälsovård, utbildning och utvecklande av näringslivet.
År 1984 ändrade Sankara landets namn till Burkina Faso. Sankara inledde även utrikespolitiska närmanden till en del av grannländerna, bland annat Ghana. 1987 genomförde kaptenen Blaise Compaoré en ny kupp och tog över styret av landet. Under kuppen dödades Thomas Sankara. 1991 antogs en ny konstitution. 1992 kunde demokratiska val hållas. 
Burkina Fasos gränsområden har blivit tillhåll för rebeller från Liberia och Elfenbenskusten, Elfenbenskustens regering anklagar Burkina Faso för att stödja rebellerna.
Med anledning av det alltmer försämrade säkerhetsläget i Burkina Faso beslutade presidenten den 31 december 2018, efter samråd med regeringen, att utfärda regionala undantagstillstånd i de mest drabbade områdena. Undantagstillståndet ökar den lokala administrationens befogenheter att upprätthålla säkerhet och ordning. Detta kan inkludera restriktioner i individers friheter och rättigheter, nattligt utegångsförbud, förbud mot folksamlingar och demonstrationer samt stängning av inrättningar som t.ex. marknader och samlingslokaler. Undantagstillståndet gäller i ett flertal provinser i sju av Burkina Fasos 13 regioner. De sju aktuella regionerna är: Hauts Bassins, Boucle du Mouhoun, Cascades, Centre-Est, l’Est, Nord och Sahel.

## Geografi

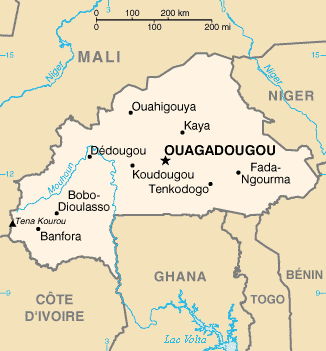
Burkina Faso

### Topografi
Burkina Faso är en inlandsstat sydväst om Sahara och den upptas av ett savanntäckt, flackt platåland.
Landet består i huvudsak av en savanntäckt flack platå, där savannen övergår i stäpp och halvöken. 200–300 m ö.h.
Lägsta punkt i landet är Mouhounfloden (Svarta Volta), 200 meter över havet.[källa behövs]

### Hydrografi
Genom landet flyter floden Voltas källfloder, Svarta, Röda och Vita Volta, som ofta torkar ut. Mouhounfloden är den enda flod i landet som flyter fram året runt.

### Klimat
Klimatet är tropiskt med varma, torra vintrar och heta, regniga somrar. Det förekommer svårare torrperioder, vilket gör att öknen breder ut sig och förstör den odlingsbara marken. Medeltemperaturen i januari är 25 °C och i april 33 °C.

### Naturskydd
Då invånarna har liten tillgång till elektricitet används brännved som energikälla. Detta i sin tur leder till avskogning. Avskogning tillsammans med jorderosion har gjort stora delar av marken obrukbar. 
Torrt klimat, vattenbrist och mager jord har gjort att Burkina Faso är extremt utsatt vid klimatförändringar som extremväder, regn och temperaturstegringar.

## Styre och politik

### Författning och styre
Burkina Faso är en republik med flerpartisystem och beskrivs som en sekulär stat där religionsfrihet respekteras. Grundlagen (som skrevs 1991 men sedan reviderats flera gånger) garanterar grundläggande mänskliga rättigheter.[källa behövs]
Presidenten har den verkställande makten och väljs vart femte år. Presidenten kan endast omväljas en gång.
Premiärministern utses av presidenten och godkänns av parlamentet.
Ett enkammarparlament har den lagstiftande makten. Parlamentet består av 127 ledamöter som väljs i allmänna val vart femte år.
År 2000 genomfördes en konstitutionell ändring som minskade presidentperioden från sju till fem år, detta följdes 2001 upp med en ändring som begränsade presidenten till två mandatperioder vid makten. 
Dock argumenterade Demokrati- och framstegskongressen för att ändringen inte skulle gälla retroaktivt och Compaoré valdes för en tredje mandatperiod 2005. 2002 års nationsförsamlingsval var det första valet utan en större bojkott från oppositionen.[källa behövs]

### Administrativ indelning
Burkina Faso är indelat i 13 regioner, 45 provinser och 351 departement. Departementen fungerar samtidigt som kommuner.

#### Regioner
- Boucle du Mouhoun
- Cascades
- Centre
- Centre-Est
- Centre-Nord
- Centre-Ouest
- Centre-Sud
- Est
- Hauts-Bassins
- Nord
- Plateau-Central
- Sahel
- Sud-Ouest

### Politik
Landet har upplevt en rad militärkupper efter självständigheten från Frankrike år 1960. År 1983 blev Thomas Sankara president efter en militärkupp. År 1987 mördades Sankara i en tvist med sin officerskamrat, armékapten Blaise Compaoré. Efter detta infördes demokrati och år 1991 vann Compaoré lätt det årets presidentval eftersom oppositionen bojkottade valet. 
Compaoré säkrade ytterligare en sjuårig mandatperiod i 1998 års val. Regeringen genomförde år 1998 en rad politiska reformer. Bland annat infördes en oberoende valkommission, offentlig kampanjfinansiering och en tredje vice presidentposition för oppositionsledaren.
Landets första kommunalval hölls 2006, där Demokrati- och framstegskongressen valdes till nästan två tredjedelar av den lokala fullmäktigeplatserna. Vid presidentvalen 2010 omvaldes Compaoré ytterligare en mandatperiod, valdeltagandet var dock mindre än tio procent.
I november 2014 avgick Compaoré efter omfattande folkliga protester mot hans planer på en grundlagsändring, som skulle ge honom chans att sitta kvar i ytterligare en mandatperiod. Makten togs då över av militären.
År 2015 vann Roch Marc Christian Kaboré presidentvalet vilket innebar att landet fick en civil president för första gången på 50 år. Stridigheter och attentat i landet mellan år 2015–2020 gjorde att många inte kunde rösta i valet år 2020. Endast 51 % röstade och Kaboré omvaldes med 58 % av rösterna.
I januari 2022 avsattes Kaboré i en militärkupp som ett resultat av att han inte klarat av att hantera de stridigheter som pågått i landet.

## Ekonomi och infrastruktur
Burkina Faso är år 2022 ett av världens fattigaste länder. Vilket beror på en hög befolkningstäthet, begränsade naturtillgångar, känslig odlingsjord och en mycket ojämn fördelning av inkomsterna.[källa behövs]
Landet är helt beroende av internationellt bistånd och under år 2017 finansierades drygt en tredjedel av statsbudgeten med just bistånd. Bistånd som främst ges av Frankrike. År 2000 fick de stöd bland annat genom avskrivning av skulden. 
På 90-talet skrevs Burkina Faso in i både Världsbankens och Internationella valutafondens, IMF, strukturanpassningsprogram.
Som en följd av detta privatiserades stora delar av den statligt ägda industrin. 
Landet har även infört nya investeringsregler vilket politikerna hoppas ska locka fler utländska investerare. Tack var dessa regler och andra lagförslag som gynnat gruvsektorn har det skett en ökning av guldutvinning.[källa behövs]
BNP-tillväxten har under lång tid varit kraftig. Mellan år 1999 och 2009 ökade den med 180 % och mellan år 2009 och 2019 med 69,2 %. Trots det är Burkina Faso ett ekonomiskt outvecklat land. Stridigheterna i landet under början av 2020-talet har också påverkat den ekonomiska situationen negativt genom minskad handel och minskade investeringar.

### Näringsliv
| Sektor   | Andel av BNP |
| -------- | ------------ |
| Jordbruk | 31 % (2017)  |
| Industri | 24 % (2017)  |
| Service  | 45 % (2017)  |

#### Jord- och skogsbruk, fiske
Burkina Faso är ett jordbruksland men trots det täcker produktionen inte landets livsmedelsbehov. Omkring 90 % av befolkningen är beroende av jordbruket.
Jordbrukssektorn stod år 2021 inför allvarliga utmaningar i form av magra jordar, stora erosionsskador, återkommande torrperioder och även allmän vattenbrist. Faktum är att de torrare zonerna av landet överskridit den ekologiska bärförmågan redan år 1980. Därför söker hundratusentals lantarbetare från Burkina Faso varje år säsongsarbete i Elfenbenskusten och Ghana. Pengarna de tjänar skickas hem och har stor betydelse för landets ekonomi.
Hirs och majs hör till de dominerande matgrödorna, medan bomull står för hälften av landets exportinkomster. Bomull har sedan 1990-talet varit Burkina Fasos viktigaste exportvara. Landets regering har förenat sig med tre andra länder i regionen - Mali, Niger och Tchad - för lobbying inom WTO i ett försök att minska subventionerna till bomullsproducenter i rika länder.[källa behövs]
Fiskerinäringen är underutvecklad och konsumeras lokalt.

#### Energi och råvaror
År 2019 hade 22 % av befolkningen tillgång till elektricitet. 80 % av elektriciteten producerades av fossila bränslen, 9 % av vattenkraft och 12 % av andra förnybara resurser. Därtill importerades också elektricitet.
Burkina Fasos naturtillgångar består främst av guld och zink. Men det finns även fyndigheter av silver, mangan, vanadin och fosfater. Men det är bara en liten del som utnyttjas, endast guld och zink bryts I större skala.

#### Industri
Bortsett från gruvnäringen är industrisektorn liten år 2021 och består huvudsakligen av bearbetning av jordbruksprodukter och tillverkning av varor för att minska importen.
Problemen för industrin beror främst på låga investeringar och att marknaden är liten och lokal.

### Handel
Burkina Fasos utrikeshandel har år 2021 haft ett långvarigt och stort underskott. 
De dominerande exportvarorna var bomull och guld medan importen i huvudsak bestod av kapitalvaror och livsmedel. 
Största handelspartners för importen var Kina, Elfenbenskusten och USA. För exporten var Schweiz, Indien och Sydafrika viktigaste länderna. 
Många familjer får inkomster genom att männen arbetar utomlands och skickar hem pengar till sina familjer.

### Infrastruktur

#### Utbildning och forskning
Burkina Fasos har en av de lägsta antalet registrerade elever i Afrika år 2021. Detta trots att regeringen ägnar en stor del av statsbudgeten till utbildning.
Undervisningsspråket i grund- och gymnasieskolor är franska.
År 2022 är ungefär en fjärdedel av befolkningen i åldern 15 år och äldre är läskunniga.
Det finns ett flertal universitetet och forskningsinstitutioner i Burkina Faso men en del söker sig till högre utbildning i  Frankrike, Senegal eller Elfenbenskusten.
Landets regering arbetar aktivt med att förbättra flickors grundskoleutbildning samt fokuserar på bättre villkor för infrastruktur- och jordbrukssektorn samt landreformer.

#### Sjukvård, andra viktiga samhällstjänster
Hälsotillståndet i Burkina Faso är i allmänhet dåligt.
Majoriteten av sjukhusen finns i de större städerna. Genom att öka antalet bykliniker har regeringen har försökt förbättra tillgången till primärvård.
Regeringen har, med viss framgång, fokuserat på förebyggande och behandling av AIDS med viss framgång.

## Befolkning

### Demografi

#### Minoriteter
Burkina Fasos befolkning består av en stor mängd etniska grupper. Det dominerande folket (knappt hälften av invånarna) är mossi, som bevarat gamla traditioner och riter. De lever av hackjordbruk i landets mellersta och norra delar. Fulani är boskapsskötare (delvis nomadiserande) i norr.[källa behövs]

#### Migration
Terroristgrupper som tillhör bland annat Al-Qaida och Islamiska staten började med attacker i Burkina Faso år 2016 och genomförde även attacker år 2017 och 2018. 
I slutet av 2021 ledde detta till att 1,4 miljoner människor fördrivits på flykt.

### Språk
Franska är landets officiella språk. Afrikanska språk tillhörande den sudanesiska språkfamiljen talas år 2021 av runt 90 % av befolkningen.

### Religion
År 2018 beräknades 63,2 % utöva islam, 31,5 % kristendom och 4,2 % vara anhängare av traditionella afrikanska religioner.
Islam har en lång historia i området. På 1400-talet drog guldruschen till sig muslimska handelsmän från dioulafolket, i angränsande delar av Afrika. De tog sig infödda hustrur och blev en del av Mossiriket.
Under Ma Ba Diakhus jihad mot fransmännen under 1800-talet spreds islam i Voltaregionen och angränsande delar av Västafrika. Trots detta kom islam senare att gynnas av den franska kolonialmakten, som ofta hellre tillsatte muslimska hövdingar och administratörer än animistiska dito. Efter andra världskriget har en explosiv ökning av koranskolor och moskébyggen ägt rum i Burkina Faso. Nationalistiska krafter har inte sällan sett islam som en effektiv motkultur mot det västerländska inflytandet i landet.  
De första katolska missionärerna anlände till landet, för att arbeta bland mossifolket, efter att det 1897 blivit ett franskt protektorat. Idag uppskattas över 10 % av mossierna vara katoliker.
1921 kom pingstmissionärer från Assemblies of God, som idag är den största protestantiska kyrkan i Burkina Faso. De följdes av missionärer från Christian and Missionary Alliance (1923), Serving in Mission (1930), Worldwide Evangelization Cruzade (1937) och Evangelical Pentecostal Mission (1945). Dessa fem missionssällskap slog sig ned i olika delar av landet och evangeliserade därmed olika folkgrupper. 
1971 påbörjade de amerikanska sydstatsbaptisterna, mission i Burkina Faso. Senare har även andra trossamfund, som mennoniterna, följt efter.

Både islam (särskilt sufismen) och kristendomen ökar, på de traditionella religionernas bekostnad. Många muslimer bor i norr och i städerna i centrala Burkina Faso medan de kristna ofta bor i de södra och centrala delarna av landet. Animisterna har sina starkaste fästen på landsbygden.
De flesta etniska grupper är religiöst heterogena men fulani- och dioulafolken är övervägande muslimer medan gurunsifolket har en klar majoritet kristna. Det finns även mindre grupper av syriska och libanesiska invandrare i landets två största städer. Över 90%  av dem är kristna.

### Sociala förhållanden
Burkina Faso har en ung åldersstruktur där mer än 65 % av befolkningen är under 25 år och medianåldern år 2021 var 17,9 år.
Detta är resultatet av sjunkande dödlighet, särskilt hos spädbarn (5,71 % år 2021) och barn, i kombination med en stadig hög fertilitet. Dödligheten har minskat genom att vården förbättrats liksom hygien och sanitet. Kvinnor fortsätter dock att ha i genomsnitt nästan 6 barn. Vilket också ledde till en kraftig befolkningstillväxt på 2,58 % för år 2021.
Ungefär en tredjedel av befolkningen är läskunniga och arbetslösheten är utbredd.
Skolväsendet var länge eftersatt och analfabetismen är hög. Många flickor utsätts för våld mot kvinnor och könsstympning är stora problem i samhället liksom att kvinnor ofta saknar egenmakt över sin ekonomi.

### Hälsa
De vanligaste dödsorsakerna, enligt uppgifter från år 2019, var neonatala tillstånd följt av infektion i nedre luftvägarna och malaria. Men det största hälsoproblem rankades ändå som hiv. År 2020 beräknades 0,9 % av befolkningen vara smittade, totalt 97 000 personer. Totalt dog uppskattningsvis 3 300 personer i aids under år 2020. Snittet låg lägre än många andra afrikanska länders, men högre än världsgenomsnittet.
Den periodiska torkan har bidragit till undernäring och relaterade sjukdomar. Trots det har andelen underviktiga barn under fem år minskat från 26,2 % år 2010 till 16,4 % år 2019. Andelen överviktiga bland den vuxna befolkningen beräknades år 2016 till 5,6 %.

### Övriga befolkningsdata
Den senaste folkräkningen hölls den 9 december 2006 och då uppgick den faktiskt befintliga befolkningen i Burkina Faso (de facto) till 14 196 259 invånare, varav 6 842 560 män och 7 353 699 kvinnor. Den folkbokförda (de jure) befolkningen i folkräkningen uppgick till 14 017 262 invånare. Folkräkningar hade tidigare hållits 1996, 1985 och 1975.
Invånartalet i Burkina Faso uppskattades till:
The World Factbook (2020): 21 510 181
Förenta nationerna (Juli 2017): 19 193 000
Internationella valutafonden (2017): 18 935 000
Världsbanken (juli 2016): 18 646 433.
Burkina Fasos nationella statistikinstitut Institut National de la Statistique et de la Démographie (INSD) (2018): 20 244 080 personer.

## Kultur

### Konstarter
Burkina Fasos mångfald av olika etniska folkslag speglas i den rika kulturen. Nationalmuseet i huvudstaden innehåller artefakter från landets mix av olika etniska grupper. 

#### Musik och dans
Burkina Fasos musikkulturer indelas områden baserade på geografiskt område och etnisk tillhörighet.
I ett område betonas olika former av kollektiv sång, medan solosång dominerar i det andra. I båda finns en stor arsenal av musikinstrument. Exempelvis många olika trummor, xylofoner, flöjter och bågharpor. I Sahelområdet används sällan trummor, istället är ensträngade lutor och fioler de viktigaste instrumenten. Islamisk påverkan märks särskilt i sången.
Musikerna bildar ofta professionella skrån där de är specialiserade på vissa instrument eller sångtraditioner. Texterna berättar om imperier, hövdingar och bemärkta familjers historia.
Få musiker från Burkina Faso har fått uppmärksamhet utomlands. Den mest betydelsefulla populärmusikgenren är dock år 2022 hiphop. Detta då det årligen arrangeras en festival i huvudstaden som samlar ett internationellt artistuppbåd.

#### Bildkonst
Burkina Faso kan kallas för maskernas land, eftersom de flesta större folkslagen använder sig av masker, dock inte Lobi och Gurma.
Mossi är ett folk med många undergrupper. Deras masker avbildar människo- och djurhuvuden. Mossi skulpterar hövdingafigurer, statyetter och ornerade stavar. Dessa används vid fruktbarhetsriter och divination.
Det etniska folkslaget Mossi är kända för att skapa antilopmasker som kan bli upp till 2 meter höga. 
Särskilt omskrivna är bobos abstrakta plankmasker (nwantantay), med vilka man dansar vid begravningar samt skörde- och marknadsfestligheter
Bobo är omskrivna för sina abstrakta plankmasker som man dansar med vid både begravningar och festligheter. De är särskilt kända för sina fjärilsmasker.
Marka gör masker i trä och löv. De bär vid dans i samband med ceremonier och begravningar. Maskerna föreställer skogsandar (do).
Bwa använder ett stort antal masker. Alla är manifestationer av skogsandar eller representanten för skaparguden på jorden, Bwo.
Kurumba begränsar sina masker till ett fåtal former. Främst ett antilophuvud (adone) med abstrakta dekorationer. 
Lobi är väl ansedda för sitt konstnärskap och i synnerhet för sina träsniderier, de gör dock inte masker.

#### Film
Burkina Faso har år 2022 en central plats för den afrikanska filmen. Med franskt stöd har det fattiga Burkina Faso blivit ett centrum för Afrikas filmproduktion. [källa behövs]
Burkina Faso har gjort sig kända för sina filmproduktioner, men framförallt för att huvudstaden Ouagadougou blivit ett högkvarter för Afrikas filmare. Den panafrikanska filmfestivalen FESPACO (Festival panafricain du cinéma et de la télévision de Ouagadougou) äger rum vartannat år, och har gjort det sedan år 1969.

#### Arkitektur

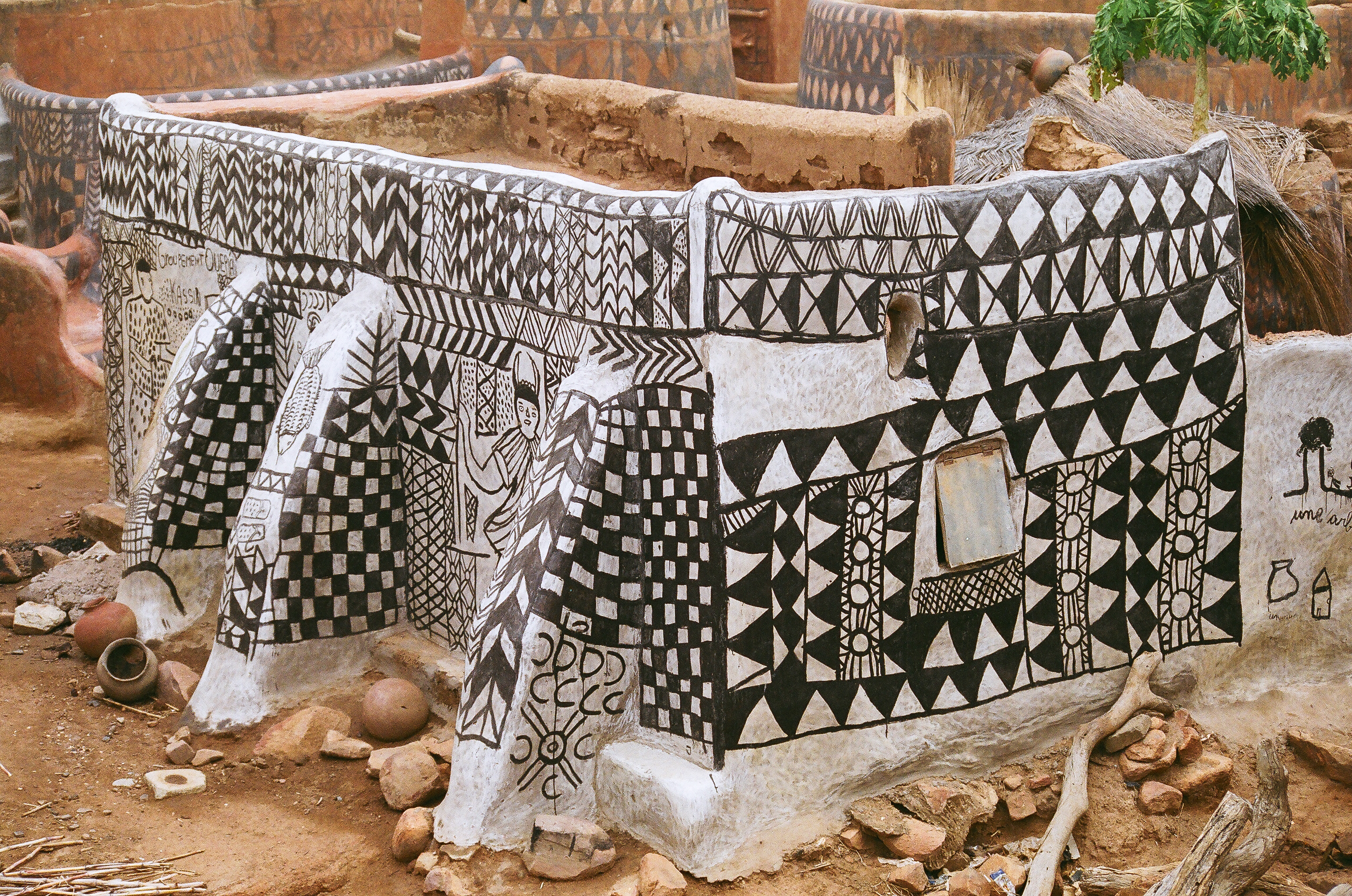
Ett av Kassenafolkets hus i Tiebele 2016

Byn Tiebele på Burkina Fasos landsbygd är känt för sina hus som har en traditionell arkitektur och är handdekorerade. Det är kvinnor tillhörande Kassena-folket som under århundraden har ansvarat för att dekorera husen, och husen är inte bara handmålade. De är också dekorerade med skulpturkonst. Symboliken är tydligt kopplad till animanism och bilder som kan kopplas till detta som  stjärnor, djur, månen och pilbåge är återkommande. Dessa står bland annat för visdom och fertilitet.

### Idrott
Burkina Faso har gjort en stor ansträngning för att bli konkurrenskraftig på den afrikanska sportscenen. Fotboll är landets i särklass största passion. Burkina Faso har en konkurrenskraftig nationell fotbollsliga och landslaget har tävlat i turneringen African Nations Cup. 
Atleter har tävlat i African Nations Traditional Wrestling Championship och även brottning är populärt i landet. Vidare har landet en årlig internationell cykelturné och en egen basketliga. 
Övre Volta deltog i OS första gången i Amsterdam 1928, då som spjutkastare i det franska laget. Som självständigt land deltog landet första gången i spelen i München 1972. Landets första deltagande i OS under namnet Burkina Faso var i Seoul 1988.

## Internationella rankningar
| Organisation                                | Undersökning                   | Bedömning                                  | Rankning   |
| ------------------------------------------- | ------------------------------ | ------------------------------------------ | ---------- |
| Heritage Foundation/The Wall Street Journal | Ekonomisk frihet-index 2019    | 59,4 (Mostly Unfree)                       | 96 av 178  |
| Reportrar utan gränser                      | World Press Freedom Index 2019 | 24,53 (0 är bäst)                          | 36 av 180  |
| Transparency International                  | Korruptionsindex 2018          | 41 (0 är väldigt korrupt-100 väldigt rent) | 78 av 180  |
| FN:s utvecklingsprogram                     | Human Development Index 2018   | 0,434 - low human development              | 182 av 189 |